# Dichagyris amoena
Dichagyris amoena är en fjärilsart som beskrevs av Otto Staudinger 1891. Dichagyris amoena ingår i släktet Dichagyris och familjen nattflyn. Inga underarter finns listade i Catalogue of Life.

## Bildgalleri

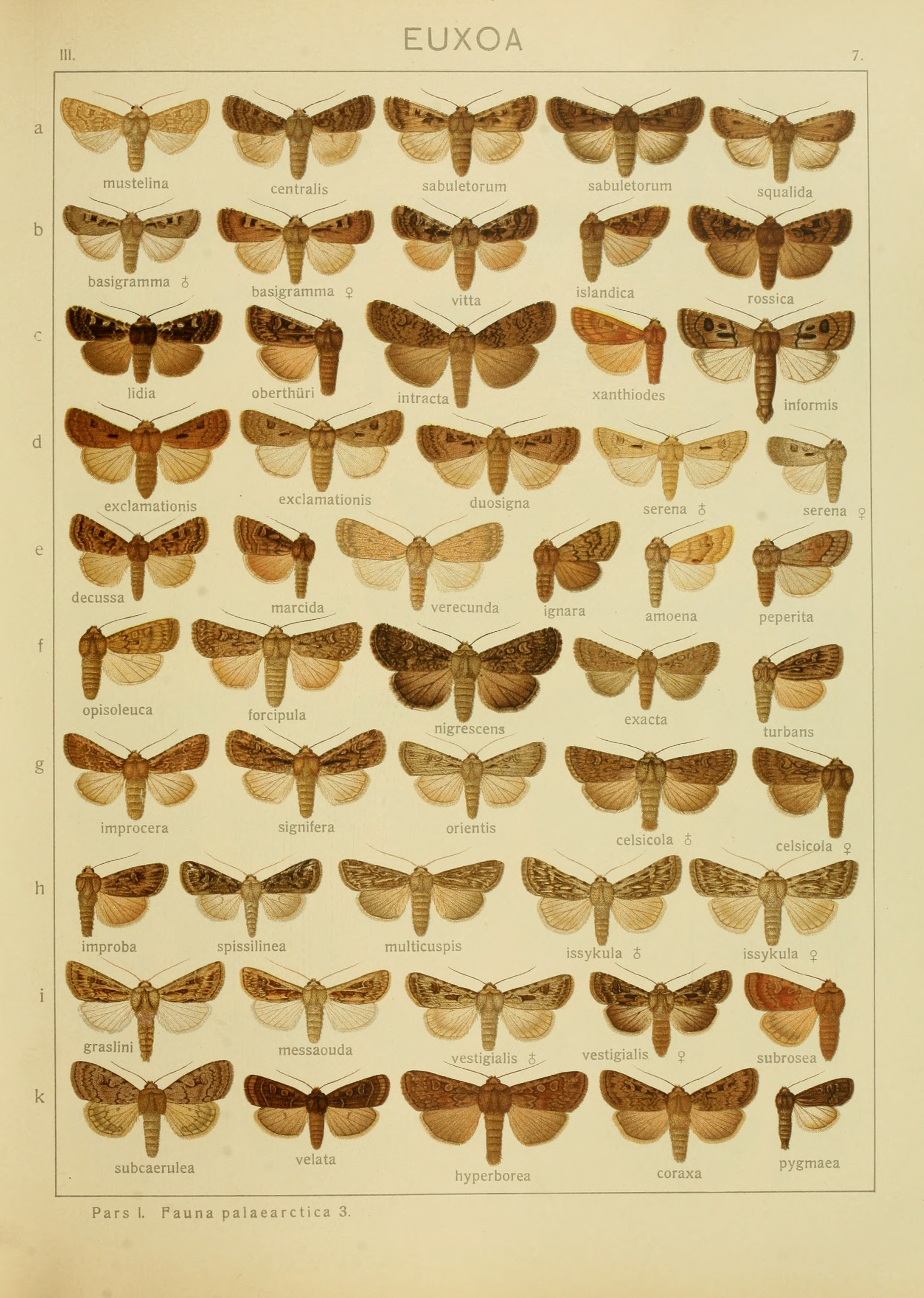
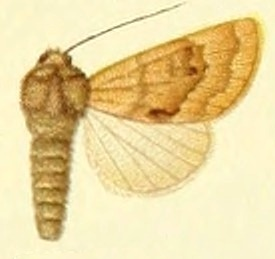